# ピアノソナタ第49番 (ハイドン)

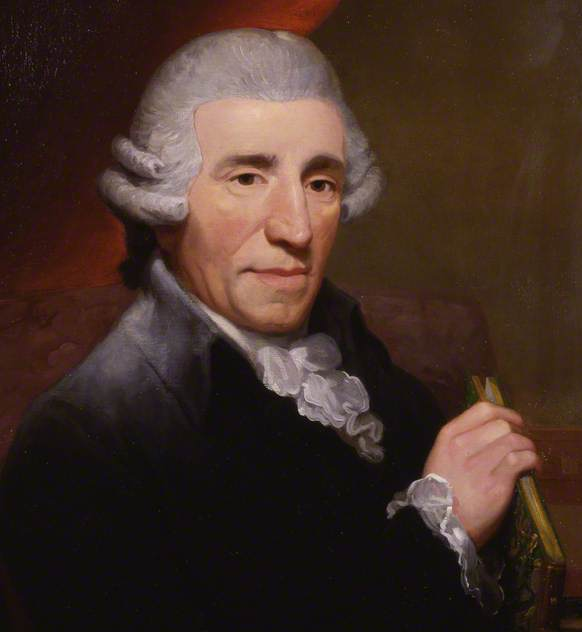
ハイドンの肖像画（トーマス・ハーディ作、1791年）

ピアノソナタ第49番 変ホ長調 作品66 Hob. XVI:49 は、フランツ・ヨーゼフ・ハイドンが作曲したピアノソナタ。ランドン版では第59番となっている。

## 概要
本作品は1789年から1790年の間に作曲され、1791年に出版された。この曲には、マリア・アンナ・イェルリシェックへの献辞が書かれているが、実際はマリア・アンナ・ゲンツィンガーのために書かれたと判明している。ゲンツィンガー夫人はハイドンの友人で、相当な音楽の教養があったことが分かっている。
これ以前の作品では、チェンバロで演奏されることも想定して作曲されていたが、本作品には、初めて「フォルテピアノのためのソナタ」と明記された。スクエア・ピアノを用いて作曲されたと考えられている。
また、この曲はソナタアルバムの第2巻に掲載されているため、よく知られた作品となっている。

## 曲の構成
全3楽章、演奏時間は約22分半。どの楽章も規模が比較的大きい。
- 第1楽章 アレグロ
変ホ長調、4分の3拍子、ソナタ形式。
全体にユーモアと優美さがある。軽快な動機と滑らかな動機が交互に現れ[3]、重音や手の交差など様々な技巧が用いられている[4]。再現部の前にはカデンツァのような楽句が挿入されている[2][4]。

- 第2楽章 アダージョ・エ・カンタービレ
変ロ長調、4分の3拍子、複合三部形式。
この楽章は、後から付け足されたことが分かっている[1]。ハイドンの緩徐楽章の中でも規模が大きく、美しい曲想である[2]。第3部では第1部が変奏され、再現されている[1][2]。

- 第3楽章 テンポ・ディ・メヌエット
変ホ長調、4分の3拍子、ロンド形式。
メヌエットとしては規模が大きい[1]。8分音符と3連符が絡み、軽快な曲想である[4]。